# Azumapecten ruschenbergerii
Azumapecten ruschenbergerii — вид двустворчатых моллюсков из семейства морских гребешков. Длина раковины до 9 см. Встречается в западной части Индийского океана: Катар, Персидский залив. Донное животное. Безвреден для человека, охранный статус вида не определён. Не является объектом промысла.